# Joseph Bouchayer
Pierre Joseph Bouchayer, né le 12 février 1835 à La Motte-d'Aveillans (Isère) et mort le 16 janvier 1898 à Grenoble est un industriel grenoblois, fondateur des Établissements Bouchayer-Viallet.

## Parcours industriel
Joseph Bouchayer est le fils de Pierre Bouchayer, né en 1808, maître cloutier, comme ses parents et grands-parents, et qui est père de dix enfants. La situation a complètement changé pour cet homme originaire du plateau Matheysin au sud de Grenoble, car les clous fabriqués à Saint-Étienne devenus moins chers concurrencent ceux de la Matheysine. 

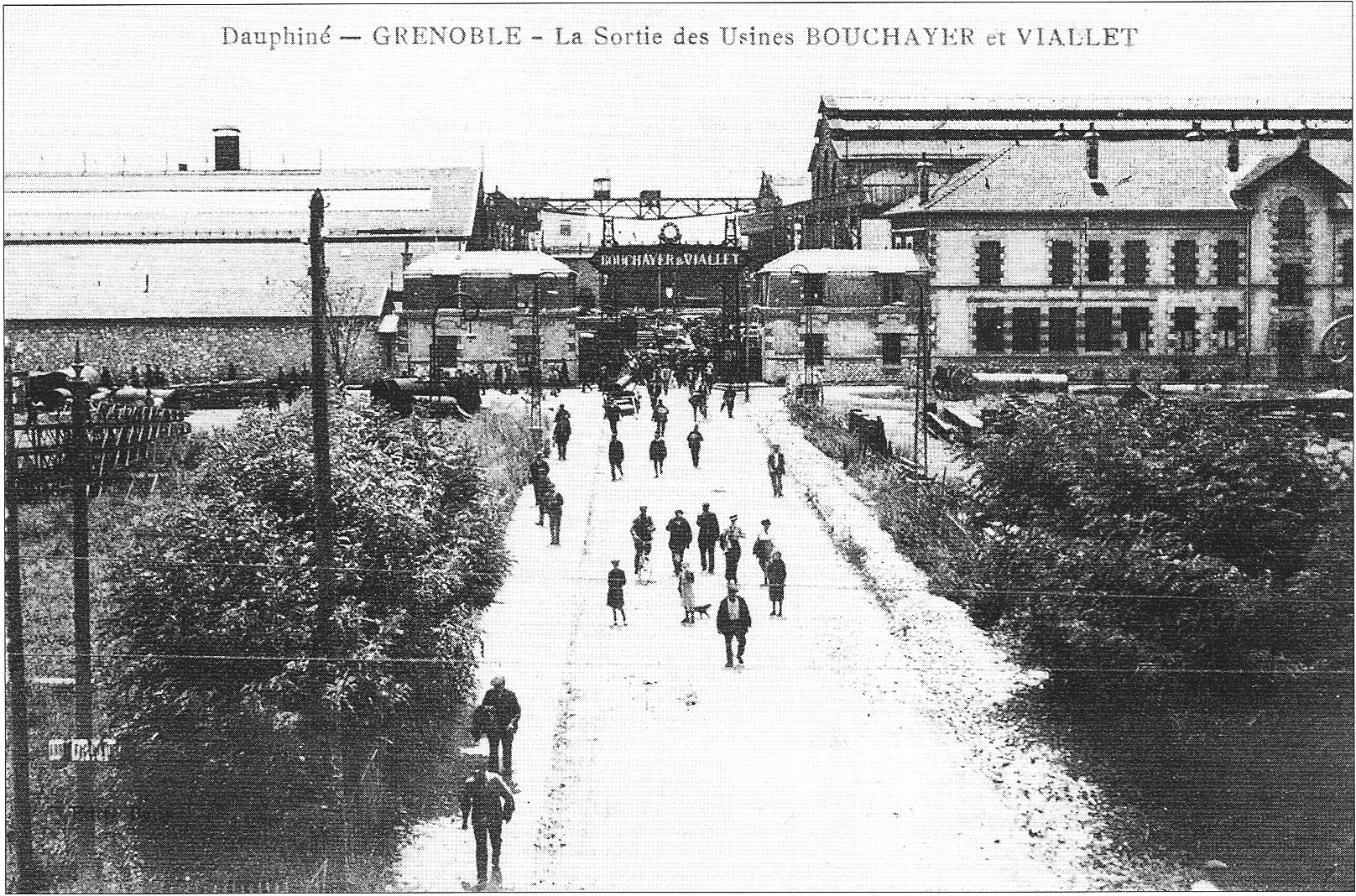
Sortie de l'usine Bouchayer-Viallet.

Joseph, âgé de 12 ans, part à pied à Grenoble chez un oncle, boulanger qui le met à l’École des Frères puis à l’école professionnelle du père Hauquelin. Entré dernier de sa classe, il sortira au bout de trois ans premier de sa promotion. Le Père Hauquelin qui connaît tous les industriels et artisans de Grenoble confie alors le jeune Bouchayer à Hippolyte Bouvier qui possède une petite entreprise de charpenterie et chaudronnerie. Joseph travaillera dans cette entreprise pendant 17 ans et deviendra son homme de confiance, après avoir épousé sa nièce Joséphine Beau-Blache, fille de Laure Bouvier (1805-1875) et d'Auguste Beau-Blache (1803-1872),.
À sa mort, Joseph crée sa propre entreprise, installée depuis 1868 rue de Vizille, et a déjà décroché deux ans plus tard une vingtaine de chantiers d’installation de chauffage ; En 1870, il s'associe avec Félix Viallet, lui aussi venu de la Matheysine, région montagneuse, pour créer une société en nom collectif, les Ateliers de construction Bouchayer et Viallet. Leur mise de fonds est de 80 000 francs répartis à parts égales et l'acte officiel précise que l'objet de la société est la construction et l'installation d'appareils de chauffage et de ventilation, la construction et l'exploitation d'usines à gaz, l'exploitation d'une fonderie de fer. La société Bouchayer et Viallet s'installe sur un terrain de 13 000 m2 le long de l'avenue de la gare, une artère ouverte douze ans auparavant pour desservir la gare ferroviaire. L'association des deux hommes porte ses fruits, Joseph Bouchayer apportant ses valeurs de prudence, le travail sur le tas, le culte du bas de laine.

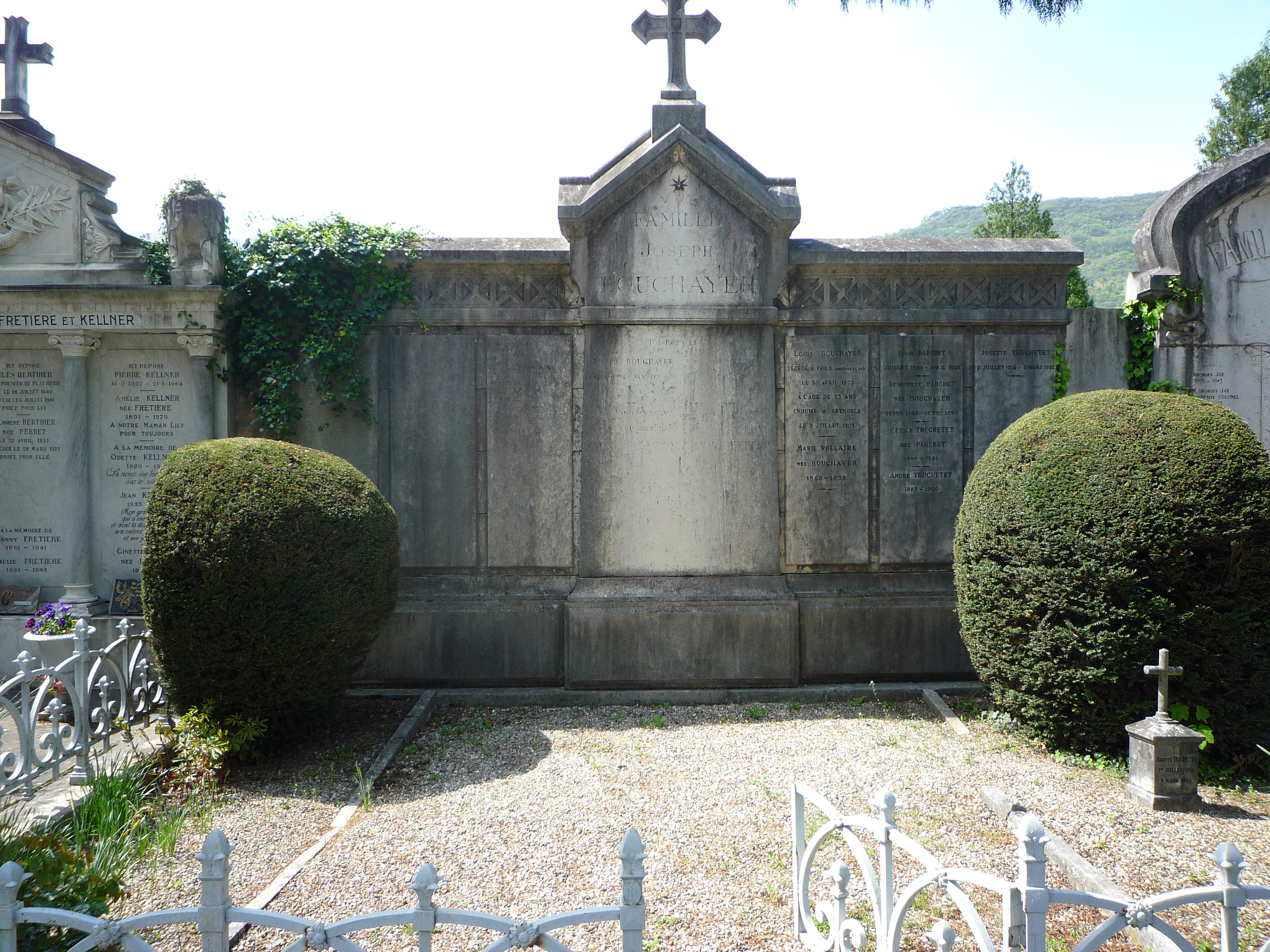
Tombe de Joseph Bouchayer au cimetière Saint-Roch.

En 1896, ils acquièrent un nouveau terrain rectangulaire de 13 800 m2 situé au bout du cours Berriat à Grenoble, entre les digues du Drac et le chemin des 120 toises, afin de construire de nouveaux bâtiments industriels.
Le 25 juin 1895, les deux hommes associés à une douzaine d'hommes d'affaires dont le banquier Georges Charpenay, créent une autre société, la Société des forces Motrices et Usines de l'Arve dont l'objet est la construction, la location, la vente et l'exploitation d'usines à force puissantes, destinées à l'électrolyse. La société servira temporairement de fabrique d'obus durant la Première Guerre mondiale, grâce à son approvisionnement hydraulique.
Joseph Bouchayer a eu quatre fils, Aimé (1867-1928), Hippolyte (1872-1957), Auguste Bouchayer (1874-1943), Louis (1877-1902) et quatre filles. Le groupe emploie 3 000 personnes, dix fois plus, en 1918, dix ans après sa mort. Son fils aîné Aimé Bouchayer fonde, après la guerre de 14-18, l'Association des Producteurs des Alpes Françaises (APAF) qui réunira jusqu’à sept cents industriels. Féru de recherche, Auguste Bouchayer, un autre de ses fils obtient dans les années 1920, le titre de meilleur hydraulicien de France en raison de ses travaux sur les conduites forcées et joue un rôle de précurseur en matière de technique qui consiste à utiliser l’énergie des centrales thermiques produite en période creuse pour remonter l’eau du bassin aval des centrales hydro-électriques vers la réserve en amont.
En 1986, le site de l'usine Bouchayer-Viallet près du Drac entame sa reconversion avec l'inauguration du centre national d'art contemporain de Grenoble.